# 3175 Netto
A 3175 Netto (ideiglenes jelöléssel 1979 YP) a Naprendszer kisbolygóövében található aszteroida. Henri Debehogne, Netto, E. R. fedezte fel 1979. december 16-án.